# Kaneeltaling
De kaneeltaling (Spatula cyanoptera synoniem: Anas cyanoptera) is een eend van het Amerikaanse continent.

## Beschrijving
Het mannetje is kastanjebruin met een lichtblauwe voorvleugel en groene spiegel, zwarte staartdekveren, zwarte snavel en oranjegele poten. Het vrouwtje is bruin met een lichtblauwe voorvleugel en een groene spiegel.

## Habitat en verspreiding
De kaneeltaling leeft in westelijk Noord-Amerika en Zuid-Amerika. De habitat bestaat uit ondiepe vijvers met een rijke plantengroei, ook wel moerassen. 's Winters zijn ze te vinden op rijstvelden.
De soort telt vijf ondersoorten:
- S. c. septentrionalium: westelijk Noord-Amerika.
- S. c. tropica: noordwestelijk Colombia.
- S. c. borreroi: het oostelijke deel van Centraal-Colombia.
- S. c. orinoma: Peru, Bolivia, noordelijk Chili en noordwestelijk Argentinië.
- S. c. cyanoptera: van zuidwestelijk Peru tot zuidelijk Brazilië, zuidelijk Argentinië en de Falklandeilanden.

## Status
De grootte van de populatie is in 2020 geschat op 380 duizend volwassen vogels. Op de Rode lijst van de IUCN heeft deze soort de status niet bedreigd.